# Juan Intini

Juan Ángel Intini (nacido en Rosario en 1932) es un exfutbolista argentino. Se desempeñaba como delantero y su primer club fue Rosario Central.

## Carrera

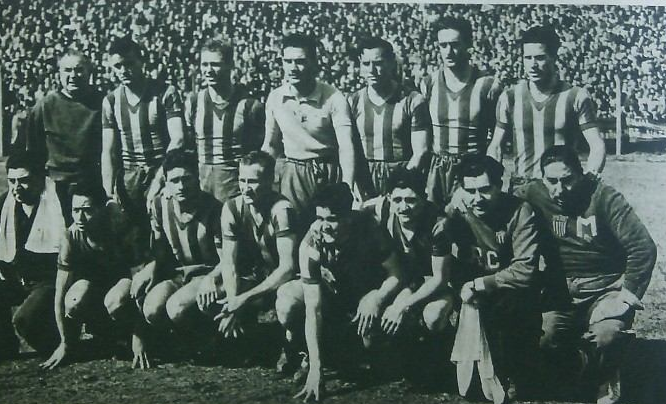
Rosario Central en 1951. Parados: Federico Vairo, Mario Virginio, Pedro Botazzi, Alfredo Fógel, Eduardo Blanco, Antonio Inveninato; hincados: Antonio Gauna, Humberto Rosa, Eduardo Di Loreto, Juan Vairo, Juan Intini.

Desempeñándose como puntero izquierdo, Intini debutó en el primer equipo de Rosario Central en 1951, cuando el club se encontraba disputando el Campeonato de Segunda División, tras haber perdido la categoría el año anterior. El retorno a Primera División no se hizo esperar, ya que el canalla lo logró al coronarse campeón del torneo. Intini participó de 14 partidos, marcando un gol. Ya en el máxima categoría, sus inclusiones como titular fueron irregulares, ya que su puesto era habitualmente ocupado por Juan Portaluppi. Hasta 1954 totalizó 28 presencias con la casaca auriazul, habiendo convertido 3 goles.  Se dice que patentó la jugada denominada aro, que consiste en levantar la pelota con los tacos por sobre su propia cabeza y la del marcador rival.
Durante 1955 jugó en San Lorenzo de Almagro.

## Clubes
| Club                   | País      | Año       |
| ---------------------- | --------- | --------- |
| Rosario Central        | Argentina | 1951-1954 |
| San Lorenzo de Almagro | Argentina | 1955      |

## Selección nacional
Disputó los Juegos Panamericanos de 1951, con 4 partidos jugados y un gol marcado ante Venezuela. La Selección Argentina obtuvo la medalla de oro.

### Participaciones en Juegos Panamericanos
| Copa                      | Sede      | Resultado | PJ | Goles |
| ------------------------- | --------- | --------- | -- | ----- |
| Juegos Panamericanos 1951 | Argentina | Campeón   | 4  | 1     |

#### Detalle de partidos
Todos los encuentros fueron disputados en el Estadio Presidente Perón de Avellaneda.
| Fecha | Rival      | Resultado |
| ----- | ---------- | --------- |
| 27-02 | Venezuela  | 5-0       |
| 01-03 | Costa Rica | 7-1       |
| 03-03 | Chile      | 2-1       |
| 07-03 | Paraguay   | 2-0       |

## Palmarés

### Títulos internacionales
| Equipo           | Título               | Año  |
| ---------------- | -------------------- | ---- |
| Argentina sub-20 | Juegos Panamericanos | 1951 |

### Títulos nacionales
| Equipo          | País      | Título           | Año  |
| --------------- | --------- | ---------------- | ---- |
| Rosario Central | Argentina | Segunda División | 1951 |